# Nāḩiyat Khanāşir
Nāḩiyat Khanāşir (arabiska: ناحية خناصر) är ett subdistrikt i Syrien.   Det ligger i provinsen Aleppo, i den centrala delen av landet, 270 km nordost om huvudstaden Damaskus.
Omgivningarna runt Nāḩiyat Khanāşir är i huvudsak ett öppet busklandskap. Runt Nāḩiyat Khanāşir är det ganska tätbefolkat, med 86 invånare per kvadratkilometer.